# Öræfajökull

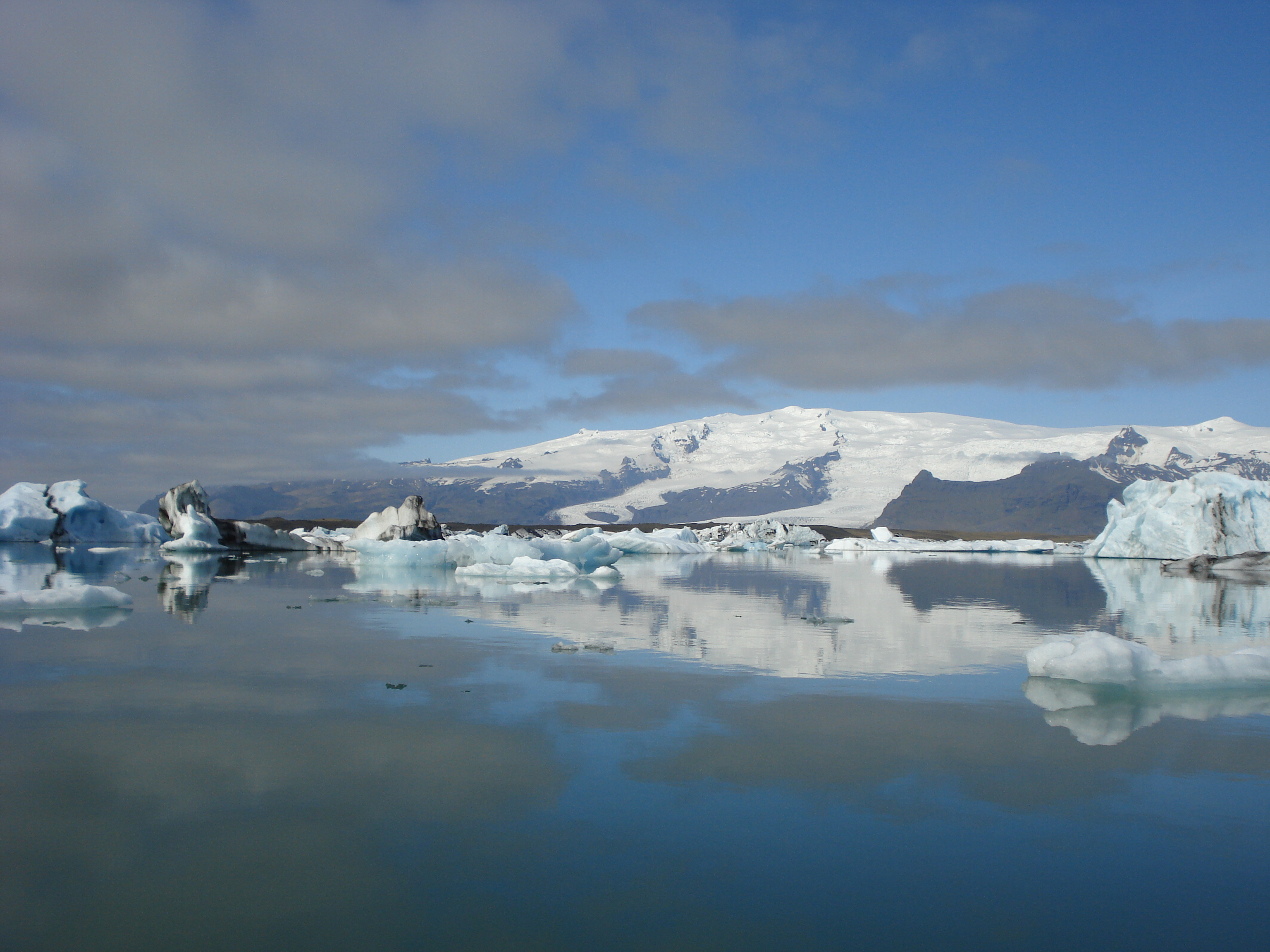
Öræfajökull och Jökulsárlón

Öræfajökull, isländskt uttal: [ œːraivaˌjœːkʏtl ], är Islands största aktiva vulkan, en stratovulkan, som även har landets högsta topp, Hvannadalshnjúkur, på 2 110 meter över havet.
Öræfajökull är också namnet på glaciären som täcker största delen av vulkanen och som bildar Vatnajökulls sydliga del.

## Utbrott
De senaste utbrotten, de enda i historisk tid, dateras till år 1362 och 1727.

### Tecken på kommande utbrott
I november 2017 rapporterades ökad geotermisk aktivitet vid vulkanen. En volymökning hade då redan pågått sedan årsskiftet 2016/2017.
Sommaren 2018 konstaterades att vulkanen, trots minskad geotermisk aktivitet, visade typiska tecken på ett annalkande utbrott. Bland annat sågs en fortsatt volymökning, som då överensstämde med ett magmatillflöde på 10 miljoner m³ sedan aktivitetsökningens början.
Man följer den fortsatta vulkaniska aktiviteten med ytterligare mätningar och förbereder för evakuering. Som vid Eyjafjallajökulls utbrott 2010, finns det en risk att vulkanisk aska vid ett kraftigt utbrott lamslår europeisk flygtrafik en tid.